# Теобалд II (Сполето)
Теобалд II (Theobald II, * 923/925, † юли 957/961) е херцог на Сполето и маркграф на Камерино от 953 до 959 г.

## Биография
Той е син и наследник на херцог Бонифаций II († 953) и на Валдрада от род Велфи, дъщеря на крал Рудолф I от Горна Бургундия и Вила Бургундска, дъщеря на крал Бозон Виенски от Долна Бургундия.
Той се жени за жена с името Валдрада и е баща на Адалберт, граф на Болоня и вероятно на Вила.
През 959 г. италианският крал Беренгар II и синът му Гвидо от Ивреа предприемат поход против Теобалд. Те го свалят и изгонват. На неговото място в Сполето е поставен Тразимунд III, а в Камерино – Гвидо от Ивреа.